# Albion (hrabstwo Jackson)
Albion – miasto w Stanach Zjednoczonych, w stanie Wisconsin, w hrabstwie Jackson.